# África do Sul nos Jogos Olímpicos de Verão de 1996
A África do Sul mandou 84 competidores para os Jogos Olímpicos de Verão de 1996, em Atlanta, nos Estados Unidos. A delegação conquistou cinco medalhas.

## Medalhas
| Atleta          | Esporte   | Evento                | Medalha |
| --------------- | --------- | --------------------- | ------- |
| Penny Heyns     | Natação   | 100 m peito feminino  | Ouro    |
| Penny Heyns     | Natação   | 200 m peito feminino  | Ouro    |
| Josia Thugwane  | Atletismo | Maratona masculina    | Ouro    |
| Hezekiel Sepeng | Atletismo | 800 m masculino       | Prata   |
| Marianne Kriel  | Natação   | 100 m costas feminino | Bronze  |

## Desempenho

### Atletismo
Masculino
| Atleta                                                          | Evento               | Eliminatórias | Eliminatórias | Quartas-de-final | Quartas-de-final | Semifinais  | Semifinais  | Final       | Final            |
| Atleta                                                          | Evento               | Res.          | Pos.          | Res.             | Pos.             | Res.        | Pos.        | Res.        | Pos.             |
| --------------------------------------------------------------- | -------------------- | ------------- | ------------- | ---------------- | ---------------- | ----------- | ----------- | ----------- | ---------------- |
| Alfred Visagie                                                  | 200 m                | 21.10         | 5º/bat. 1     | Não avançou      | Não avançou      | Não avançou | Não avançou | Não avançou | Não avançou      |
| Bobang Phiri                                                    | 400 m                | 45.94         | 4º/bat. 5     | 45.51            | 6º/bat. 2        | Não avançou | Não avançou | Não avançou | Não avançou      |
| Arnaud Malherbe                                                 | 400 m                | 45.75         | 2º/bat. 6     | 45.26            | 5º/bat. 1        | Não avançou | Não avançou | Não avançou | Não avançou      |
| Hendrik Mokganyetsi                                             | 400 m                | 45.89         | 4º/bat. 7     | 46.48            | 6º/bat. 4        | Não avançou | Não avançou | Não avançou | Não avançou      |
| Johan Botha                                                     | 800 m                | 1:45.63       | 3º/bat. 4     |                  |                  | 1:48.06     | 7º/bat. 2   | Não avançou | Não avançou      |
| Marius van Heerden                                              | 800 m                | 1:47.46       | 3º/bat. 7     |                  |                  | Não avançou | Não avançou | Não avançou | Não avançou      |
| Hezekiel Sepeng                                                 | 800 m                | 1:46.45       | 1º/bat. 8     |                  |                  | 1:45.16     | 1º/bat. 1   | 1:42.74     | Medalha de prata |
| Shadrack Hoff                                                   | 5000 m               | 14:05.97      | 6º/bat. 1     |                  |                  | 14:16.14    | 11º/bat. 2  | Não avançou | Não avançou      |
| John Morapedi                                                   | 5000 m               | 13:54.30      | 1º/bat. 3     |                  |                  | 13:54.43    | 11º/bat. 1  | Não avançou | Não avançou      |
| Hendrick Ramaala                                                | 10000 m              | 29:07.81      | 15º/bat. 2    |                  |                  | Não avançou | Não avançou | Não avançou | Não avançou      |
| Josia Thugwane                                                  | Maratona             |               |               |                  |                  |             |             | 2:12:36     | Medalha de ouro  |
| Lawrence Peu                                                    | Maratona             |               |               |                  |                  |             |             | 2:18:09     | 27º              |
| Gert Thys                                                       | Maratona             |               |               |                  |                  |             |             | 2:18:55     | 33º              |
| Llewellyn Herbert                                               | 400 m com barreiras  | 51.13         | 7º/bat. 3     |                  |                  | Não avançou | Não avançou | Não avançou | Não avançou      |
| Shadrack Mogotsi                                                | 3000m com obstáculos | 8:46.24       | 10º/bat. 3    |                  |                  | Não avançou | Não avançou | Não avançou | Não avançou      |
| Alfred Visagie Arnaud Malherbe Hendrik Mokganyetsi Bobang Phiri | Revezamento 4x100 m  | 3:03.79       | 3º/bat. 4     |                  |                  | 3:02.96     | 5º/bat. 1   | Não avançou | Não avançou      |
| Riaan Botha                                                     | Salto com vara       | 5,70 m        | 1º            |                  |                  |             |             | 5,60 m      | 14º              |
| Okkert Brits                                                    | Salto com vara       | NM            | NM            |                  |                  |             |             | Não avançou | Não avançou      |
| François Fouché                                                 | Salto em distância   | 7,44 m        | 38º           |                  |                  |             |             | Não avançou | Não avançou      |

Feminino
| Atleta             | Evento              | Eliminatórias | Eliminatórias | Quartas-de-final | Quartas-de-final | Semifinais  | Semifinais  | Final       | Final       |
| Atleta             | Evento              | Res.          | Pos.          | Res.             | Pos.             | Res.        | Pos.        | Res.        | Pos.        |
| ------------------ | ------------------- | ------------- | ------------- | ---------------- | ---------------- | ----------- | ----------- | ----------- | ----------- |
| Gwen Griffiths     | 1500 m              | 4:10.80       | 6º/bat. 1     |                  |                  | 4:11.12     | 5º/bat. 1   | 4:06.33     | 9º          |
| Colleen de Reuck   | 10000 m             | 32:39.19      | 8º/bat. 1     |                  |                  |             |             | 32:14.69    | 13º         |
| Elana Meyer        | Maratona            |               |               |                  |                  |             |             | DNF         | DNF         |
| Karen van der Veen | 400 m com barreiras | 57.00         | 6º/bat. 3     |                  |                  | Não avançou | Não avançou | Não avançou | Não avançou |

### Boxe
| Atleta              | Peso          | Fase de 32               | Oitavas de final       | Quartas de final       | Semifinais             | Final                  | Final |
| Atleta              | Peso          | Adversário e resultado   | Adversário e resultado | Adversário e resultado | Adversário e resultado | Adversário e resultado | Pos.  |
| ------------------- | ------------- | ------------------------ | ---------------------- | ---------------------- | ---------------------- | ---------------------- | ----- |
| Masibulele Makepula | Mosca-ligeiro | IND D. Thapa V RSC       | ESP R. Lozano D 3-14   | Não avançou            | Não avançou            | Não avançou            | =9º   |
| Philip Ndou         | Pena          | CAN C. Patton V RSC      | THA S. Kamsing D 7-12  | Não avançou            | Não avançou            | Não avançou            | =9º   |
| Irvin Buhlalu       | Leve          | THA P. Veangviact D 5-21 | Não avançou            | Não avançou            | Não avançou            | Não avançou            | =17º  |
| Victor Kunene       | Supermédio    | CZE P. Polakovič D 1-8   | Não avançou            | Não avançou            | Não avançou            | Não avançou            | =17º  |
| Sybrand Botes       | Meio-pesado   | DOM G. Hernández V 16-11 | PUR E. Flores D 7-16   | Não avançou            | Não avançou            | Não avançou            | =9º   |

### Canoagem
Feminino
| Atleta      | Evento    | Eliminatórias | Eliminatórias | Repescagem | Repescagem | Semifinais | Semifinais | Final       | Final       |
| Atleta      | Evento    | Res.          | Pos.          | Res.       | Pos.       | Res.       | Pos.       | Res.        | Pos.        |
| ----------- | --------- | ------------- | ------------- | ---------- | ---------- | ---------- | ---------- | ----------- | ----------- |
| Ruth Nortje | K-1 500 m | 1:54.695      | 2º/bat. 3     | Bye        | Bye        | 1:53.611   | 5º/bat. 2  | Não avançou | Não avançou |

### Ciclismo Estrada
| Atleta        | Evento            | Final   | Final |
| Atleta        | Evento            | Tempo   | Pos.  |
| ------------- | ----------------- | ------- | ----- |
| Doug Ryder    | Estrada masculino | 4:56:47 | 61º   |
| Blayne Wikner | Estrada masculino | 4:56:52 | 97º   |
| Erica Green   | Estrada feminino  | 2:37:21 | 35º   |
| Jackie Martin | Estrada feminino  | 2:53:12 | 42º   |

### Ciclismo Pista
| Atleta              | Evento                          | Final    | Final |
| Atleta              | Evento                          | Tempo    | Pos.  |
| ------------------- | ------------------------------- | -------- | ----- |
| Jean-Pierre van Zyl | 1 km contra o relógio masculino | 1:04.214 | 5º    |
| David George        | Corrida por pontos masculino    | DNF      | DNF   |

| Atleta              | Evento                           | Eliminatórias | Eliminatórias | Primeira fase                                      | Segunda fase           | Oitavas de final       | Quartas de final       | Semifinais             | Final                  | Final       |
| Atleta              | Evento                           | Tempo         | Pos.          | Adversário e resultado                             | Adversário e resultado | Adversário e resultado | Adversário e resultado | Adversário e resultado | Adversário e resultado | Pos.        |
| ------------------- | -------------------------------- | ------------- | ------------- | -------------------------------------------------- | ---------------------- | ---------------------- | ---------------------- | ---------------------- | ---------------------- | ----------- |
| David George        | Perseguição individual masculino | 4:39.531      | 15º           |                                                    |                        |                        | Não avançou            | Não avançou            | Não avançou            | 15º         |
| Jean-Pierre van Zyl | Velocidade individual masculino  | 10.695        | 17º           | FRA F. Rousseau DER Repescagem: SVK P. Bazálik DER | Não avançou            | Não avançou            | Não avançou            | Não avançou            | Não avançou            | Não avançou |

### Ciclismo Mountain Bike
| Atleta      | Evento   | Final   | Final |
| Atleta      | Evento   | Tempo   | Pos.  |
| ----------- | -------- | ------- | ----- |
| Erica Green | Feminino | 2:03:06 | 17º   |

### Hóquei sobre a grama
Masculino
| Equipe | Fase de grupos                                                                                               | Fase de grupos | Segunda fase                                          | Final                                   | Pos. |
| Equipe | Adversário e resultado                                                                                       | Pos.           | Adversário e resultado                                | Adversário e resultado                  | Pos. |
| --- | --- | -------------- | ----------------------------------------------------- | --------------------------------------- | ---- |
| Murray Anderson Gary Boddington Kevin Chree Gregg Clark Shaun Cooke Alistar Fredericks Craig Fulton William Fulton Wayne Graham Matthew Hallowes Craig Jackson Brad Michalaro Brad Milne Brian Myburgh Greg Nicol Charles Teversham | AUS Austrália E 1-1 MAS Malásia E 2-2 KOR Coreia do Sul E 3-3 GBR Grã-Bretanha D 0-2 NED Países Baixos D 1-4 | 5º (gr. B)     | Disputa do 9º ao 12º lugares USA Estados Unidos V 3-0 | Disputa do 9º lugar ARG Argentina D 2-3 | 10º  |

### Judô
Masculino
| Atleta           | Categoria | Pos. |
| ---------------- | --------- | ---- |
| Duncan MacKinnon | -65 kg    | =9º  |

### Lutas
Masculino
| Atleta            | Categoria       | Fase de 32             | Oitavas de final                    | Quartas de final       | Semifinais             | Final                  | Final |
| Atleta            | Categoria       | Adversário e resultado | Adversário e resultado              | Adversário e resultado | Adversário e resultado | Adversário e resultado | Pos.  |
| ----------------- | --------------- | ---------------------- | ----------------------------------- | ---------------------- | ---------------------- | ---------------------- | ----- |
| Tjaart du Plessis | Livre até 62 kg | UKR E. Tedeyev D 1-5   | Repescagem: CYP A. Barseguian D 1-3 | Não avançou            | Não avançou            | Não avançou            | 18º   |

### Natação
Masculino
| Atleta           | Evento       | Eliminatórias | Eliminatórias | Final       | Final       |
| Atleta           | Evento       | Res.          | Pos.          | Res.        | Pos.        |
| ---------------- | ------------ | ------------- | ------------- | ----------- | ----------- |
| Brendon Dedekind | 50 m livre   | 22.60         | 2º/bat. 8     | 22.59       | 5º          |
| Brendon Dedekind | 100 m livre  | 50.95         | 6º/bat. 5     | Não avançou | Não avançou |
| Ryk Neethling    | 400 m livre  | 3:56.19       | 7º/bat. 5     | 3:54.34     | 3º FB       |
| Ryk Neethling    | 1500 m livre | 15:19.98      | 2º/bat. 3     | 15:14.63    | 5º          |

Feminino
| Atleta                                               | Evento                     | Eliminatórias | Eliminatórias | Final       | Final             |
| Atleta                                               | Evento                     | Res.          | Pos.          | Res.        | Pos.              |
| ---------------------------------------------------- | -------------------------- | ------------- | ------------- | ----------- | ----------------- |
| Marianne Kriel                                       | 50 m livre                 | 26.42         | 7º/bat. 5     | Não avançou | Não avançou       |
| Marianne Kriel                                       | 100 m costas               | 1:02.33       | 1º/bat. 4     | 1:02.12     | Medalha de bronze |
| Marianne Kriel                                       | 200 m costas               | 2:15.99       | 5º/bat. 4     | 2:18.41     | 8º FB             |
| Heleen Muller                                        | 100 m livre                | 57.98         | 6º/bat. 3     | Não avançou | Não avançou       |
| Heleen Muller                                        | 200 m livre                | 2:05.59       | 3º/bat. 2     | Não avançou | Não avançou       |
| Julia Russell                                        | 100 m peito                | 1:10.87       | 7º/bat. 5     | Não avançou | Não avançou       |
| Julia Russell                                        | 200 m peito                | 2:32.44       | 5º/bat. 4     | Não avançou | Não avançou       |
| Julia Russell                                        | 200 m medley               | 2:20.40       | 5º/bat. 3     | Não avançou | Não avançou       |
| Penny Heyns                                          | 100 m peito                | 1:07.02       | 1º/bat. 6     | 1:07.73     | Medalha de ouro   |
| Penny Heyns                                          | 200 m peito                | 2:26.63       | 1º/bat. 4     | 2:25.41     | Medalha de ouro   |
| Mandy Loots                                          | 100 m borboleta            | 1:03.53       | 6º/bat. 3     | Não avançou | Não avançou       |
| Mandy Loots                                          | 200 m borboleta            | 2:20.73       | 7º/bat. 2     | Não avançou | Não avançou       |
| Marianne Kriel Penny Heyns Mandy Loots Heleen Muller | Revezamento 4x100 m medley | 4:09.47       | 3º/bat. 3     | 4:08.16     | 4º                |

### Pentatlo moderno
| Atleta       | Evento    | Tiro | Tiro  | Natação | Natação | Esgrima | Esgrima | Hipismo | Hipismo | Corrida   | Corrida | Total | Total |
| Atleta       | Evento    | Pts. | PPM   | Tempo   | PPM     | Vit.    | PPM     | Pts.    | PPM     | Tempo     | PPM     | PPM   | Pos.  |
| ------------ | --------- | ---- | ----- | ------- | ------- | ------- | ------- | ------- | ------- | --------- | ------- | ----- | ----- |
| Claud Cloete | Masculino | 183  | 1.132 | 3:35,25 | 1.152   | 15      | 780     | 30      | 1.070   | 13:17,357 | 1.174   | 5.308 | 15º   |

### Remo
Masculino
| Atleta                                                | Evento     | Eliminatórias | Eliminatórias | Repescagem | Repescagem | Semifinais  | Semifinais  | Final   | Final |
| Atleta                                                | Evento     | Res.          | Pos.          | Res.       | Pos.       | Res.        | Pos.        | Res.    | Pos.  |
| ----------------------------------------------------- | ---------- | ------------- | ------------- | ---------- | ---------- | ----------- | ----------- | ------- | ----- |
| Greg Bayne John Callie                                | Dois sem   | 7:01.05       | 6º/bat. 2     | 7:11.14    | 4º/bat. 1  | Não avançou | Não avançou | 7:09.91 | 4º FC |
| Roger Tobler Mark Rowand Gareth Costa Mike Hasselbach | Quatro sem | 6:19.98       | 1º/bat. 3     | Bye        | Bye        | 6:16.65     | 4º/bat. 1   | 6:04.13 | 3º FB |

Feminino
| Atleta                        | Evento   | Eliminatórias | Eliminatórias | Repescagem | Repescagem | Semifinais | Semifinais | Final   | Final |
| Atleta                        | Evento   | Res.          | Pos.          | Res.       | Pos.       | Res.       | Pos.       | Res.    | Pos.  |
| ----------------------------- | -------- | ------------- | ------------- | ---------- | ---------- | ---------- | ---------- | ------- | ----- |
| Helen Fleming Colleen Orsmond | Dois sem | 7:48.69       | 4º/bat. 1     | 8:11.90    | 2º/bat. 1  | 7:56.41    | 6º/bat. 1  | 7:28.30 | 5º FB |

### Tênis
| Atleta                           | Prova             | Primeira fase           | Segunda fase                    | Oitavas de final                  | Quartas de final                 | Semifinais             | Final                  | Final |
| Atleta                           | Prova             | Adversário e resultado  | Adversário e resultado          | Adversário e resultado            | Adversário e resultado           | Adversário e resultado | Adversário e resultado | Pos.  |
| -------------------------------- | ----------------- | ----------------------- | ------------------------------- | --------------------------------- | -------------------------------- | ---------------------- | ---------------------- | ----- |
| Wayne Ferreira                   | Simples masculino | ARG G. Etlis V 2-0      | ZIM B. Black V 2-0              | AUS T. Woodbridge V 2-0           | USA A. Agassi D 1-2              | Não avançou            | Não avançou            | 5º    |
| Marcos Ondruska                  | Simples masculino | CRO G. Ivanišević V 2-0 | NOR C. Ruud D 0-2               | Não avançou                       | Não avançou                      | Não avançou            | Não avançou            | 17º   |
| Ellis Ferreira Wayne Ferreira    | Duplas masculinas |                         | HUN G. Köves/L. Markovits V 2-0 | USA A. Agassi/M. Washington V 2-1 | NED J. Eltingh/P. Haarhuis D 0-2 | Não avançou            | Não avançou            | 5º    |
| Mariaan de Swardt                | Simples feminino  | CZE H. Suková V 2-0     | GER A. Huber D 1-2              | Não avançou                       | Não avançou                      | Não avançou            | Não avançou            | 17º   |
| Amanda Coetzer                   | Simples feminino  | AUS R. McQuillan V 2-0  | BLR N. Zvereva D 1-2            | Não avançou                       | Não avançou                      | Não avançou            | Não avançou            | 17º   |
| Joannette Kruger                 | Simples feminino  | KOR Choi Y.-J. D 1-2    | Não avançou                     | Não avançou                       | Não avançou                      | Não avançou            | Não avançou            | 33º   |
| Amanda Coetzer Mariaan de Swardt | Duplas femininas  |                         | KOR Kim E./Park S.-H. V 2-0     | GBR V. Lake/C. Wood D 0-2         | Não avançou                      | Não avançou            | Não avançou            | 9º    |

### Tiro
Masculino
| Atleta    | Evento                 | Eliminatórias | Eliminatórias | Final       | Final       |
| Atleta    | Evento                 | Res.          | Pos.          | Res.        | Pos.        |
| --------- | ---------------------- | ------------- | ------------- | ----------- | ----------- |
| Jaco Henn | Carabina três posições | 1162          | 22º           | Não avançou | Não avançou |
| Jaco Henn | Carabina deitado 50 m  | 593           | 26º           | Não avançou | Não avançou |
| Mel Hains | Skeet                  | 113           | 45º           | Não avançou | Não avançou |

### Tiro com arco
Feminino
| Atleta                                       | Prova      | Elim.  | Elim. | Fase de 64               | Fase de 32               | Oitavas de final       | Quartas de final       | Semifinais             | Final                  | Final |
| Atleta                                       | Prova      | Pontos | Pos.  | Adversário e resultado   | Adversário e resultado   | Adversário e resultado | Adversário e resultado | Adversário e resultado | Adversário e resultado | Pos.  |
| -------------------------------------------- | ---------- | ------ | ----- | ------------------------ | ------------------------ | ---------------------- | ---------------------- | ---------------------- | ---------------------- | ----- |
| Kirstin Lewis                                | Individual | 639    | 26º   | HUN J. Kovács V 150*-150 | MDA N. Valeeva D 143-160 | Não avançou            | Não avançou            | Não avançou            | Não avançou            | 30º   |
| Leanda Hendricks                             | Individual | 600    | 56º   | KOR Yun H-Y. D 138-165   | Não avançou              | Não avançou            | Não avançou            | Não avançou            | Não avançou            | 61º   |
| Jill Börresen                                | Individual | 567    | 62º   | TUR N. Çakir D 140-168   | Não avançou              | Não avançou            | Não avançou            | Não avançou            | Não avançou            | 59º   |
| Kirstin Lewis Jill Börresen Leanda Hendricks | Equipes    | 1806   | 15º   |                          |                          | TUR Turquia D 228-240  | Não avançou            | Não avançou            | Não avançou            | 11º   |

### Vela
| Atleta                                       | Prova          | Regata | Regata | Regata | Regata | Regata | Regata | Regata | Regata | Regata | Regata | Regata | Pts. | Quartas-de-final       | Semifinais             | Final                  | Pos. |
| Atleta                                       | Prova          | 1      | 2      | 3      | 4      | 5      | 6      | 7      | 8      | 9      | 10     | 11     | Pts. | Adversário e resultado | Adversário e resultado | Adversário e resultado | Pos. |
| -------------------------------------------- | -------------- | ------ | ------ | ------ | ------ | ------ | ------ | ------ | ------ | ------ | ------ | ------ | ---- | ---------------------- | ---------------------- | ---------------------- | ---- |
| Ian Ainslie                                  | Finn masculino | 25     | 10     | 7      | 2      | 10     | 10     | 14     | 2      | 26     | 17     | CAN    | 72   |                        |                        |                        | 8º   |
| Dave Hibberd                                 | Laser          | 10     | 10     | 20     | 20     | 8      | 17     | 31     | 13     | 29     | 18     | 22     | 138  |                        |                        |                        | 16º  |
| Bruce Savage Dick Mayhew Clynton Wade-Lehman | Soling         | 17     | 2      | 17     | 11     | 11     | 20     | 15     | 23     | 11     | 18     |        | 102  | Não avançou            | Não avançou            | Não avançou            | 17º  |

Legenda
| Recorde mundial      | Recorde mundial (World record)               |                       | Recorde africano                      | Recorde africano (African) |                                           | Q | Classificado por posição (Qualified) |
| Recorde olímpico     | Recorde olímpico (Olympic record)            | Recorde da América    | Recorde da América (Americas)         | q                          | Classificado por melhor tempo (Qualified) |   |                                      |
| Melhor marca do ano  | Melhor marca do ano (World leading)          | Recorde asiático      | Recorde asiático (Asian)              | DNS                        | Não largou (Did not start)                |   |                                      |
| Recorde nacional     | Recorde nacional (National record)           | Recorde europeu       | Recorde europeu (European)            | DNF                        | Não terminou (Did not finish)             |   |                                      |
| Recorde pessoal      | Recorde pessoal do atleta (Personal best)    | Recorde da Oceania    | Recorde da Oceania (Oceania)          | DSQ / DQ                   | Desclassificado (Disqualified)            |   |                                      |
| Recorde da temporada | Recorde da temporada do atleta (Season best) | Recorde sul-americano | Recorde sul-americano (South America) | NM                         | Sem marca (No mark)                       |   |                                      |

### Remo
| S | Classificado(a) para as semifinais |    |                        | FA | Final A (disputa de medalhas) |  |  | FD | Final D (sem medalhas) |
| Q | Classificado(a) para as quartas    | FB | Final B (sem medalhas) | FE | Final E (sem medalhas)        |  |  |    |                        |
| R | Classificado(a) para a repescagem  | FC | Final C (sem medalhas) | FF | Final F (sem medalhas)        |  |  |    |                        |

### Vela
| M   | Regata da Medalha da qual só participam os dez primeiros colocados das regatas anteriores  |  |  | CAN | Regata cancelada |
| BFD | Desclassificado por bandeira preta (Black Flag Disqualified)                               |  |  |     |                  |
| UFD | Desclassificado por bandeira "U" (U Flag Disqualified)                                     |  |  |     |                  |
| OCS | Largada queimada (On the Course Side of the starting line)                                 |  |  |     |                  |
| DNE | Desclassificação sem eliminação (infração a um item do regulamento da prova – Did Not End) |  |  |     |                  |